# استرالوپیتکوس
آسترالوپیتکوس (نام علمی: Australopithecus) یا جنوبی‌کَپی، سردهٔ منقرض‌شده‌ای از انسان‌تباران است.
این سرده به‌سنت شامل انسان‌تبارانی بوده است که ویژگی‌های انسان‌وارانه می‌داشتند، ولی گنجایش جمجمه‌شان کمتر از آن بود که انسان در شمار آیند. سردهٔ پرامردم از این سرده تکامل یافته است. تکامل انسان هم طبق باوری سنتی در دیرین‌مردم‌شناسی از همین سرده بوده است. برخی گونه‌های معروف جنوبی‌کپی از قرار زیر بودند:
- جنوبی‌کپی انامی
- جنوبی‌کپی عفاری
- جنوبی‌کپی آفریقایی
- جنوبی‌کپی گارهی
- جنوبی‌کپی بحرالغزالی